# 克莱台巴刹
克萊台巴剎（英語：Clyde Terrace Market），也被稱為美芝路巴剎或鐵巴剎，曾是新加坡最大的巴剎。巴剎最初是位於甘榜格南一帶的一些鋪有瓦片的棚屋，後於1870年代建造了一座建築來容納該巴剎。該巴剎於1983年拆除，以興建新門廣場。

## 歷史

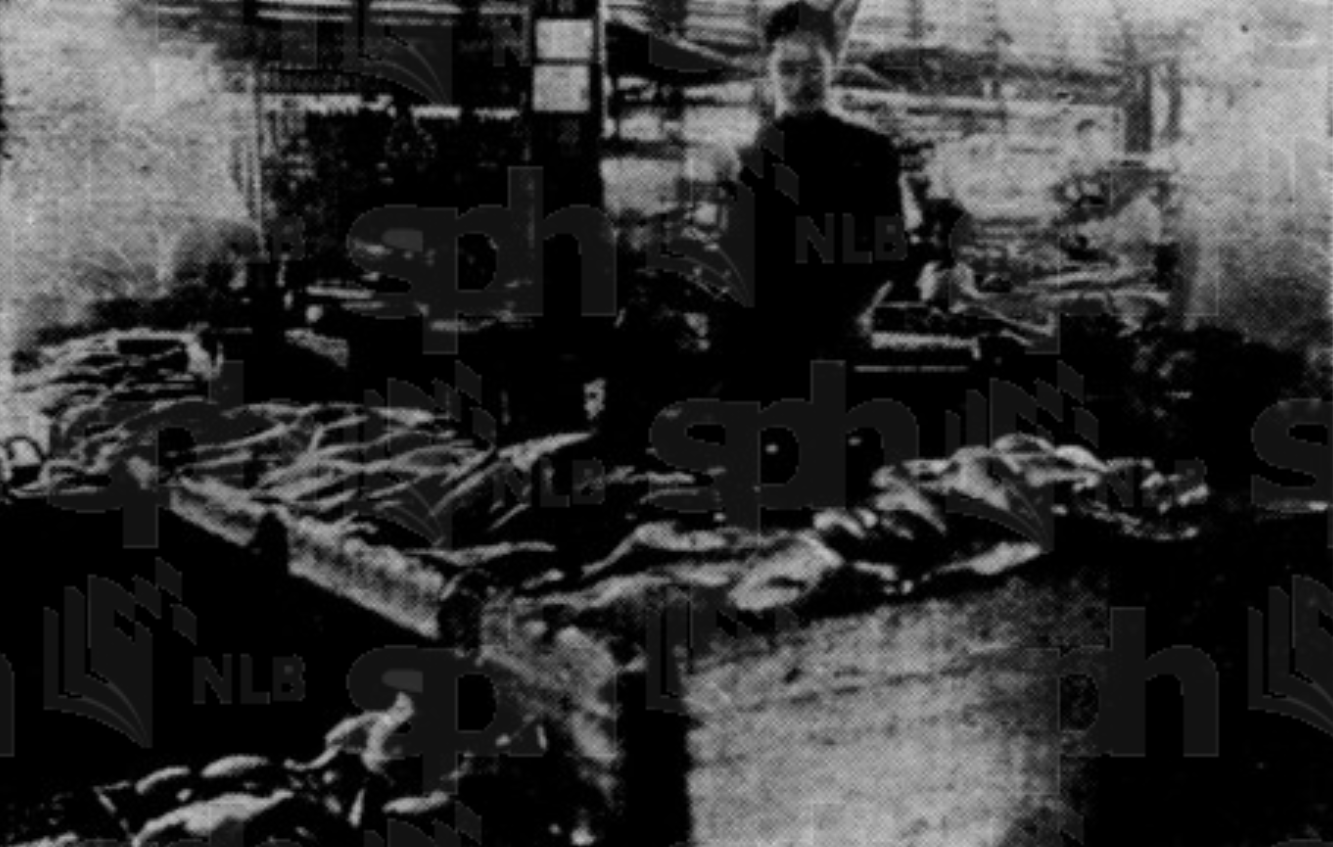
1935年在克萊台巴剎販售的魚

該巴剎最初是甘榜格南一帶的一群有瓦片屋頂的棚屋。根據新加坡国家图书馆管理局出版的《新加坡資訊庫》記載，雖然巴剎的確切建立時間不詳，但很可能是在克萊得臺（Clyde Terrace）建成之後出現的，後者於1863年首次出現在當地記錄中。市場本身則在1870年首次出現在當地報紙上。1871年8月22日的《海峽時報》（當時稱為《新加坡每日時報》）的一篇文章中，形容該巴剎是對殖民地的一種「恥辱」，並寫道：「這些棚屋不僅外觀令人不堪入目，其內部環境更是毫無吸引力，幾乎無法保持清潔。」
1871年，在巴剎附近海灘填海工程完成後，政府宣布將斥資37,889元建造一座新市場，以取代原本的棚屋群。隔年，這些棚屋被拆除，鐵柱及其他建築材料則從英國進口。1873年3月29日，這座主要由鐵製成的新巴剎舉行奠基儀式。開幕儀式由威廉·亨利·麥克勞德·瑞德（William Henry Macleod Read）主持，當時的海峽殖民地總督哈利·奧德·喬治少將爵士也出席了典禮。由於巴剎以鐵為主體結構，後來被暱稱為「鐵巴剎」，其別稱包括馬來語的「pasar besi」、淡米爾語的「irumbu pasar」，以及福建話的「thih pa-sat」或「ti pa-sat」。該巴剎大約於1874年開始營運。1888年，巴剎擴建增設了蔬菜區；數年後，又增設了魚市場。此外，巴剎內也開始販售雞隻。然而到了1891年，魚市場已破損不堪，加上空間不足，政府決定進行填海工程以擴建巴剎。不過，1892年的填海工程導致地面下陷，使得巴剎部分結構因過於危險而被拆除。自1893年2月到9月，巴剎建築重新施工重建。當時，政府會將新加坡各大巴剎的攤位租賃權以招標方式交由「承包人」經營。克萊台巴剎的租賃權在1888年以16,968元標出，1889年則以24,300元標出。整個「承包經營制」（farmer system）最終於1910年被廢除。
在進一步填海工程進行之前，巴剎面對海灘的那一側會在漲潮時淹水，當時舢舨會趁高水位時靠岸運送貨物。1940年，巴剎處理的食品總值高達2,010,212元，是當年全新加坡處理量最大的巴剎，其中超過一千二百萬斤的鮮魚經此巴剎交易。當時，該市場被列為新加坡五大「主要巴剎」之一，與爱伦坡巴刹、直落亞逸巴刹、笛卡巴刹以及烏節路巴刹齊名。在此期間，巴剎的魚類供應主要來自活躍於加東、柔佛與樟宜近海區域的華人漁民。第二次世界大戰期間，市場蔬菜區的地下室曾被用作防空洞。然而，如同當時新加坡大多數批發市場一樣，克萊台巴剎亦受到秘密社團活動的困擾。這些社團成員會向小販勒索保護費，並從事賭博、吸食鴉片以及走私等活動。敵對幫派之間有時會在巴剎內爆發衝突，甚至導致死亡事件。然而到了1983年巴剎關閉前，情況已有顯著改善，這主要得益於警方加強監控，以及蔬菜批發商協會與警方之間的合作。
1969年，裕廊漁港與裕廊中央魚市場建成，旨在取代直落亞逸碼頭、爱伦坡巴刹與克萊台巴剎。隔年，雞肉市場被拆除，以騰出空間建設黄金坊的停車場；魚市場則為興建尼誥大道而被拆除。1974年4月，市區重建局宣布巴剎將被拆除，以進行未來的重建計劃，理由是該市場「與周圍環境格格不入」，因其被多棟高樓所包圍。此外，運送貨物的貨車也常導致周邊道路擁堵。幾位攤販在前一年接獲通知後，已遷移至新建的橋北路巴剎。1977年2月，政府宣布將興建巴西班讓批發中心，以取代克萊得臺市場及其他將被拆除的市場，為新一輪的市區發展讓路。1981年，政府正式宣布市場將被拆除，地點將騰出來興建新加坡地標建築之一——新門廣場。當時所有剩下的120位攤販皆獲得重新安置的機會，其中10人選擇搬至現有的濕貨市場，另有110人選擇遷入新的巴西班讓巴剎。市場最後一天營業日為1983年6月30日。所有攤販於1983年6月底前完成搬遷，市場隨後即被拆除。